# Повредом изазвано гушење
Повредом изазвано гушење, трауматска асфиксија  или Пертеов синдром, врста је механичког гушења   типично узрокована великом компресијском силом на грудима у комбинацији са дубоком инспирацијом на затвореном глотису (Валсалвa маневар). Повећани грудни притисак компримира десну преткомору, спречавајући повратак крви из горње шупље вене, што резултује руптуром венула и капилара лица и главе. Трауматска асфиксија као синдром узрокован повредом грудног коша или горњег абдомена може бити показатељ тешке повреде.
Након ове повреде јавља се крварење коњунктиве, оток лица и петехијална крварења на лицу и горњем делу. груди.
Повредом изазвано гушење захтева хитну медицинску помоћ како би се кориговао венски повратни ток са десне стране срца у вене врата и мозга.

## Историја
Оливије је 1837. године, док је радио аутопсије људи згажених у гомилама у Паризу, приметио комплекс краниоцервикалне цијанозе, субкоњунктивалног крварења и церебралног васкуларног напуњености и сковао термин „masque ecchymotic”“.
Године 1900, Перте је дао потпунији опис овог синдрома који укључује менталну тупост, хиперпирексију, хемоптизу, тахипнеју и контузиону пнеумонију.
Од тада су други даље дефинисали овај синдром, документујући петехије слузокоже, епистаксу, крварење из једњака, хематемезу, микроскопску хематурију, албуминурију, парализу мишића кичмене мождине, оштећење периферних нерава, амнезију и конвулзије, који описују оно што је сада познато као повредом изазвано гушење.

## Етиологија
Трауматска асфиксија, је клинички синдром који се јавља након изненадне компресијом трбуха или грудног коша (или обоје) са истовремено затворени глотисом.  Овај догађај изазива брз пораст интраторакалног притиска, који се преноси на све вене које дренирају. у горњу шупљу вену без вентила и праћен је екстравазацијом  крви која се јавља у кожи горње половине тела, склерама и можда у мозгу.
Мозак такође може бити оштећен хипоксијом током и након повреде.

## Патогенеза
Повредом изазвано гушење, трауматска асфиксија или Пертеов синдром настаје услед тешке повреде грудног коша. Прво објашњење за настанак синдрома понудио је Тардије 1866. године, када је изјавио да су „тачкасте екхимозе лица, врата и грудног коша узроковане напором у коме се манифестовао отпор гушењу“.
Повредом изазвано гушење манифестује се петехијама лица и горњег дела грудног коша, субкоњунктивалним крварењима, цијанозом вратае и повремено неуролошким симптомима. Фактори који су умешани у развој ових упечатљивих физичких карактеристика укључују торакоабдоминалну компресију након дубоке инспирације на затвореном глотису, што доводи до венске хипертензије у цервикофацијалном венском систему без вентила.
Типичне патолошке карактеристике трауматске асфиксије састоје се од краниофацијалне љубичасте конгестије са петехијалним хеморагијама лица, врата, горњег дела грудног коша и коњунктива.  Разлог зашто су цијаноза, петехија и едем ограничени на горњи део тела може бити тај што је доњи део тела заштићен од повишеног венског притиска низом вентила. Алтернативно, повећан притисак у дисајним путевима може да компримује или облитерира доњу шупљу вену да би заштитио доњи део тела. Исход трауматске асфиксије се побољшава брзим обнављањем вентилације и циркулације крви декомпресијом грудног коша и заменом течности.

## Клиничка слика
Клиничке карактеристике овог поремећаја укључују нападе, дезоријентацију, петехије у горњој половини тела и коњуктива, и респираторну инсуфицијенцију.

## Дијагноза
Прегледом пацијнта уочавају се цијанотичнепромене боје коже рамена, рата и лица, југуларна дистензија, испупчење очних јабучица и оток језика и усана (као последица едема, узрокованог прекомерном акумулацијом крви у венама главе и врата и венском застојем).
Уобичајене повреде укључују контузију плућа, хемоторакс и пнеумоторакс.

## Диференцијална дијагноза
Повредом изазвано гушење увек треба имати у виду као могућу компликацију повреда грудног коша и трбуха.

## Терапија
Терапија је подржавајућа укључујући и придружене повреде. Правовремени третман са пажњом на поновно успостављање оксигенације и перфузије може резултовати добрим исходом. Опоравак пацијената зависио је од тежине повреда и присуства повезаних повреда.
Лечење ових случајева укључује мерење гасова артеријске крви, суплементацију кисеоником и интубацију са механичком вентилацијом ако је потребно.

## Компликације
Већина пацијената се опоравља без компликација.

## Прогноза
Код појединце који преживе почетну повреду изазвану гушењем од пригњечења, стопе преживљавања је висока.
Прогноза је добра, али продужена компресија грудног коша може довести до церебралне аноксије и неуролошких последица. Опоравак пацијента зависи од тежине повреде, трајања повреде и повезаних повреда.   